# Брієнт
Бріє́нт (рос. Бриент) — село у складі Кваркенського району Оренбурзької області, Росія.

## Населення
Населення — 815 осіб (2010; 977 у 2002).
Національний склад (станом на 2002 рік):
- росіяни — 50 %
- казахи — 33 %